# Ивановская-Плошко, София Феликсовна
Софья Ивановская-Плошко, во втором браке Оссендовская, в дореволюционных русских источниках София Феликсовна Ивановская (пол. Zofia Iwanowska-Płoszko-Ossendowska; 18 февраля 1887, Серадз — 1943, Варшава) — польская скрипачка, композитор и музыкальный педагог. Сестра пианистки Ядвиги Залесской-Мазуровской. Жена писателя Фердинанда Оссендовского.
Училась в Варшаве у Станислава Барцевича и в Брюсселе у Сезара Томсона, однако, рано выйдя замуж за медика Адама Плошко, вынуждена была оставить исполнительскую карьеру и уехать с мужем в Баку, где тот получил работу благодаря своему брату Юзефу Плошко. Там же родился их сын Кароль Сигизмунд Плошко (1905—1920), добровольцем пошедший на Советско-польскую войну и погибший в битве под Варшавой; сама Ивановская-Плошко служила в это время в польской армии санитаркой.
В 1908—1916 гг. руководила в Варшаве музыкальной школой (среди преподававших там педагогов была, в частности, Зофья Циборовская). Одновременно продолжала концертировать — в частности, в 1910 г. вместе с сестрой, Ядвигой Ивановской-Залеской, дала два концерта в лондонском зале Бехштейна. В том же году сёстры выступили в Смоленске, исполнив, среди прочего, «Крейцерову сонату» Людвига ван Бетховена: рецензент (молодой А. Р. Беляев) отмечал, что у Ивановской «солидная техника. Чёткое стаккато, чистые флажолеты, двойные ноты, октавы, арпеджио, и над всем этим полный, сочный, красивый смычок».
В 1922 г. вышла замуж за Фердинанда Оссендовского, сопровождала его в нескольких путешествиях. В 1925 г. в ходе одного из них дала концерт в Конакри. Под впечатлением от поездки с Оссендовским в Африку написала фортепианный цикл «Западная Африка». Другие камерные сочинения Оссендовской также выдержаны преимущественно в ориентальном стиле: среди них, в частности, пьесы для скрипки и фортепиано «Идальго и гитана» и «Севильское каприччо», «Муджахед. Танец мусульманских воинов» для фортепиано и т. п. Написала также ряд песен, в том числе «Грустную колыбельную» памяти своего сына.